# Prosto w serce (film)

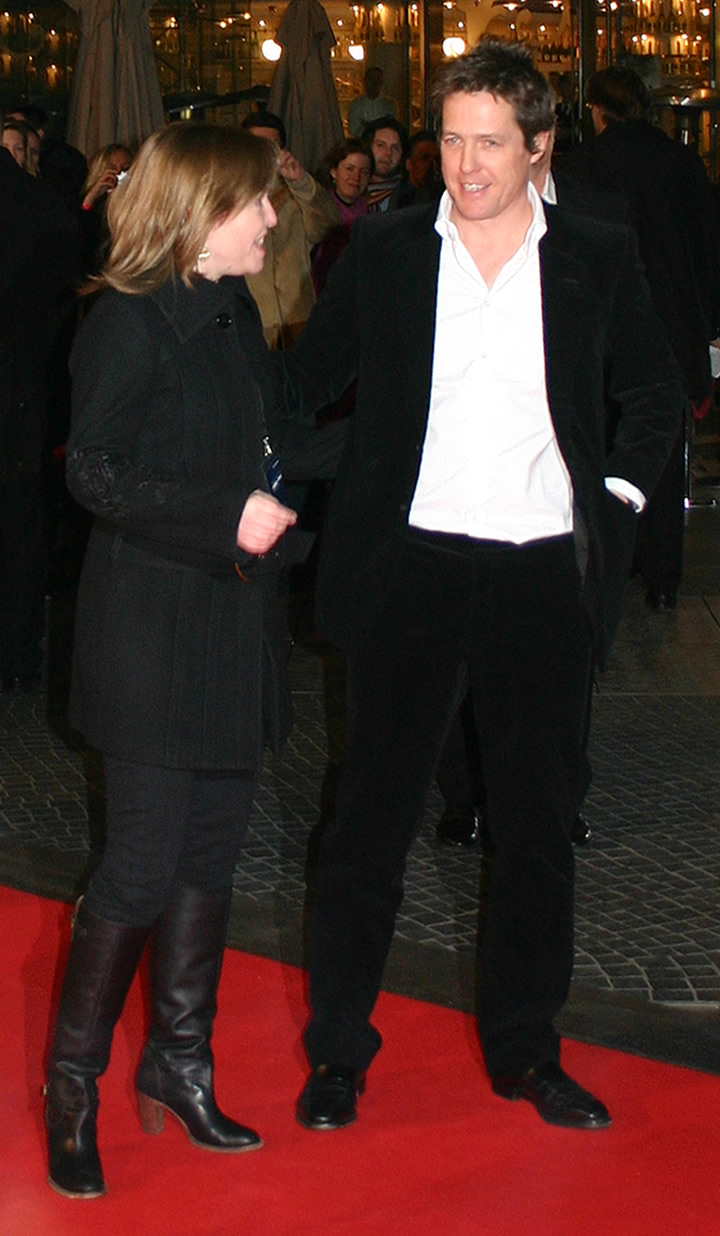
Hugh Grant na premierze filmu Prosto w serce w Berlinie

Prosto w serce (ang. Music and Lyrics) – amerykańska komedia romantyczna z 2007 roku w reżyserii Marca Lawrence’a z Hugh Grantem i Drew Barrymore w rolach głównych.

## Fabuła
Alex Fletcher (Hugh Grant) to dawny członek popularnej w latach 80. XX wieku grupy muzycznej POP. Po rozpadzie grupy nie udało mu się – jak wielu innym muzykom z tamtych czasów – zrobić kariery solowej. Nastoletnia gwiazda współczesnej muzyki, Cora Corman (Haley Bennett), chce zaśpiewać z dawnym muzykiem piosenkę. Alex Fletcher ma tylko kilka dni, aby skomponować hit, za który może otrzymać duże wynagrodzenie i który uwolni go od śpiewania odgrzewanych przebojów na spotkaniach absolwentów.  Zakochuje się w kobiecie podlewającej mu kwiatki o ukrytym talencie do pisania piosenek.

## Obsada
- Hugh Grant – Alex Fletcher
- Drew Barrymore – Sophie Fisher
- Brad Garrett – Chris Riley
- Kristen Johnston – Rhonda Fisher
- Haley Bennett – Cora Corman
- Campbell Scott – Sloan Cates
- Scott Porter – Colin Thompson
- Matthew Morrison – Ray